# アドマイヤコマンド
アドマイヤコマンドとは、日本の競走馬である。主な勝ち鞍は2008年の青葉賞。馬名は冠名の「アドマイヤ」と特殊部隊を意味する「コマンド」が由来となっている。2005年のセレクトセール当歳にて4100万円（消費税別）で落札されている。

## 経歴

### 3-4歳（2008-2009年）
体質の弱さなどからデビューが遅れ、3月16日に阪神競馬場で行われた3歳新馬戦がデビュー戦となり、レースでは2着馬に7馬身差をつけて圧勝して初勝利を挙げた。2戦目は中1週で格上挑戦となる毎日杯に出走することになった。デビュー2戦目での重賞初挑戦ながら1番人気に支持されたが、レースではディープスカイに敗れて2着だったものの収得賞金を加算しオープン馬となった。次は皐月賞にレース2週間前に行う予備出走登録していたが、レース出走を回避し、東京優駿トライアルの青葉賞へ出走し、2番人気でレースを制してデビュー3戦目で重賞初勝利を挙げ、東京優駿への優先出走権を獲得した。そして迎えた大一番の東京優駿では4番人気に支持されたが、レースでは最後の直線で伸び切れず7着という結果に終わり、レース後はリフレッシュ放牧に出された。帰厩後は9月初旬から坂路で調整を進められ、秋は神戸新聞杯を経て菊花賞に出走するプランが調教師サイドから発表されていたが、9月18日に左前浅屈腱炎を発症したことが明らかになり長期療養を強いられることになった。

### 5-6歳（2010-2011年）
長期休養を終えて2010年1月24日のアメリカジョッキークラブカップで復帰。先団でレースを進めたが失速し12着と大敗した。続く2月20日の京都記念では好位追走も伸び切れず9着に終わった。続く3月21日の六甲ステークスも前走同様の競馬で5着に敗れた。続く4月11日の福島民報杯ではブービーの15着と大敗した。続く5月9日の都大路ステークスでは3番手追走から追い上げてくるも軽快に逃げるシルポートを捉えきれず2着に敗れた。長期休養を終えて2011年10月2日のポートアイランドステークスで復帰したが最下位の15着に敗れた。続く11月12日のアンドロメダステークスでは2番手に控えるも直線で一杯になり10着に敗れた。ファイナルステークスでは中位追走から追い上げるも5着に敗れた。

### 7-8歳（2012-2013年）
初戦の白富士ステークスでは中団追走も伸び切れず9着に終わった。一息入れて5月19日のメイステークスでは中団から脚を伸ばしたが4着、米子ステークスは7着、NST賞は6着と惜敗が続いている。年が明けた3月3日の大阪城ステークスで約7ヶ月振りに出走し8着。続く5月11日の都大路ステークスで15着に敗れたのを最後に障害競走へと転向。6月29日に転向初戦となる障害未勝利に出走し優勝し、2008年の青葉賞以来約5年振りに勝利を挙げた。しかし、これ以降レースに出ることなく、2014年5月28日付けで競走馬登録を抹消された。

### 引退後
引退後は北海道苫小牧市のノーザンホースパークで乗馬となったが、2022年現在ノーザンホースパークの繋養馬一覧に名前がなく、退厩したあとの動向は不明。

## 競走成績
| 年月日 | 年月日 | 年月日 | 競馬場 | 競走名            | 格     | 頭数 | オッズ （人気） | オッズ （人気） | 着順 | 騎手       | 斤量 | 距離（馬場）  | タイム （上り3F） | タイム 差 | 勝ち馬/（2着馬）       |
| 2008   | 3.     | 16     | 阪神   | 3歳新馬           |        | 16   | 4.0             | （3人）         | 1着  | 川田将雅   | 56   | 芝1800m（良） | 1:48.8（35.0）    | -1.2      | （ホクテンミラー）     |
|        | 3.     | 29     | 阪神   | 毎日杯            | JpnIII | 14   | 3.5             | （1人）         | 2着  | 川田将雅   | 56   | 芝1800m（良） | 1:46.4（35.4）    | 0.4       | ディープスカイ         |
|        | 5.     | 3      | 東京   | 青葉賞            | JpnII  | 16   | 5.7             | （2人）         | 1着  | 川田将雅   | 56   | 芝2400m（稍） | 2:26.9（34.4）    | -0.2      | （クリスタルウイング） |
|        | 6.     | 1      | 東京   | 東京優駿          | JpnI   | 18   | 8.6             | （4人）         | 7着  | 川田将雅   | 57   | 芝2400m（良） | 2:27.4（35.5）    | 0.7       | ディープスカイ         |
| 2010   | 1.     | 24     | 中山   | AJCC              | GII    | 13   | 20.0            | （7人）         | 12着 | 後藤浩輝   | 57   | 芝2200m（良） | 2:14.7（36.9）    | 2.1       | ネヴァブション         |
|        | 2.     | 20     | 京都   | 京都記念          | GII    | 13   | 107.4           | （10人）        | 9着  | 後藤浩輝   | 57   | 芝2200m（良） | 2:15.5（34.1）    | 1.1       | ブエナビスタ           |
|        | 3.     | 21     | 阪神   | 六甲S             | OP     | 16   | 21.9            | （7人）         | 5着  | 川田将雅   | 55   | 芝1600m（良） | 1:34.9（35.6）    | 0.7       | スマイルジャック       |
|        | 4.     | 11     | 福島   | 福島民報杯        | OP     | 16   | 12.4            | （5人）         | 15着 | 上村洋行   | 55   | 芝2000m（良） | 2:00.7（37.1）    | 1.6       | チョウカイファイト     |
|        | 5.     | 9      | 京都   | 都大路S           | OP     | 14   | 25.9            | （8人）         | 2着  | 川田将雅   | 55   | 芝1800m（良） | 1:45.6（33.7）    | 0.8       | シルポート             |
| 2011   | 10.    | 2      | 阪神   | ポートアイランドS | OP     | 15   | 50.9            | （10人）        | 15着 | 小牧太     | 55   | 芝1600m（良） | 1:36.1（36.3）    | 1.7       | ショウリュウムーン     |
|        | 11.    | 12     | 京都   | アンドロメダS     | OP     | 12   | 88.6            | （11人）        | 10着 | 北村友一   | 55   | 芝2000m（良） | 2:01.2（35.0）    | 0.8       | ユニバーサルバンク     |
|        | 12.    | 25     | 阪神   | 2011ファイナルS   | OP     | 18   | 50.0            | （12人）        | 5着  | 秋山真一郎 | 55   | 芝1600m（良） | 1:34.6（35.3）    | 0.4       | コスモセンサー         |
| 2012   | 1.     | 28     | 東京   | 白富士S           | OP     | 14   | 54.9            | （9人）         | 9着  | 北村宏司   | 55   | 芝2000m（良） | 2:00.2（35.0）    | 0.6       | ヤングアットハート     |
|        | 5.     | 19     | 東京   | メイS             | OP     | 12   | 58.8            | （10人）        | 4着  | 北村宏司   | 55   | 芝1800m（良） | 1:46.6（33.2）    | 0.2       | エーシンリターンズ     |
|        | 6.     | 23     | 阪神   | 米子S             | OP     | 18   | 31.4            | （14人）        | 7着  | 川田将雅   | 55   | 芝1600m（良） | 1:34.5（33.2）    | 0.4       | フラガラッハ           |
|        | 7.     | 29     | 新潟   | NST賞             | OP     | 12   | 15.7            | （6人）         | 6着  | 吉田隼人   | 55   | 芝1800m（良） | 1:46.4（33.3）    | 0.4       | スマートシルエット     |
| 2013   | 3.     | 3      | 阪神   | 大阪城S           | OP     | 16   | 83.9            | （10人）        | 8着  | 幸英明     | 55   | 芝1800m（良） | 1:47.6（35.2）    | 0.9       | エアソミュール         |
|        | 5.     | 11     | 京都   | 都大路S           | OP     | 18   | 203.3           | （17人）        | 15着 | 武幸四郎   | 55   | 芝1800m（重） | 1:50.4（37.4）    | 2.9       | リルダヴァル           |
|        | 6.     | 29     | 中京   | 障害3歳上未勝利   |        | 14   | 9.1             | （4人）         | 1着  | 北沢伸也   | 60   | 障3000m（良） | 3:19.3（13.3）    | -0.1      | （アサクサマリンバ）   |

## 血統表
| アドマイヤコマンドの血統（サンデーサイレンス系／Nearctic 5×5=6.25%） | アドマイヤコマンドの血統（サンデーサイレンス系／Nearctic 5×5=6.25%） | アドマイヤコマンドの血統（サンデーサイレンス系／Nearctic 5×5=6.25%） | （血統表の出典）   | （血統表の出典） |
| 父 アグネスタキオン 1998 栗毛                                        | 父の父*サンデーサイレンス Sunday Silence 1986 青鹿毛                 | Halo                                                                 | Hail to Reason     | Hail to Reason   |
| 父 アグネスタキオン 1998 栗毛                                        | 父の父*サンデーサイレンス Sunday Silence 1986 青鹿毛                 | Halo                                                                 | Cosmah             |                  |
| 父 アグネスタキオン 1998 栗毛                                        | 父の父*サンデーサイレンス Sunday Silence 1986 青鹿毛                 | Wishing Well                                                         | Understanding      | Understanding    |
| 父 アグネスタキオン 1998 栗毛                                        | 父の父*サンデーサイレンス Sunday Silence 1986 青鹿毛                 | Wishing Well                                                         | Mountain Flower    |                  |
| 父 アグネスタキオン 1998 栗毛                                        | 父の母アグネスフローラ 1987 鹿毛                                     | *ロイヤルスキー                                                      | Raja Baba          | Raja Baba        |
| 父 アグネスタキオン 1998 栗毛                                        | 父の母アグネスフローラ 1987 鹿毛                                     | *ロイヤルスキー                                                      | Coz o'Nijinsky     |                  |
| 父 アグネスタキオン 1998 栗毛                                        | 父の母アグネスフローラ 1987 鹿毛                                     | アグネスレディー                                                     | *リマンド          | *リマンド        |
| 父 アグネスタキオン 1998 栗毛                                        | 父の母アグネスフローラ 1987 鹿毛                                     | アグネスレディー                                                     | イコマエイカン     |                  |
| 母 トコア 1997 黒鹿毛                                                | 母の父*カーネギー Carnegie 1991 鹿毛                                 | Sadler's Wells                                                       | Northern Dancer    | Northern Dancer  |
| 母 トコア 1997 黒鹿毛                                                | 母の父*カーネギー Carnegie 1991 鹿毛                                 | Sadler's Wells                                                       | Fairy Bridge       |                  |
| 母 トコア 1997 黒鹿毛                                                | 母の父*カーネギー Carnegie 1991 鹿毛                                 | Detroit                                                              | Riverman           | Riverman         |
| 母 トコア 1997 黒鹿毛                                                | 母の父*カーネギー Carnegie 1991 鹿毛                                 | Detroit                                                              | Derna              |                  |
| 母 トコア 1997 黒鹿毛                                                | 母の母*パーソナルファイル Personal File 1991 黒鹿毛                  | Private Account                                                      | Damascus           | Damascus         |
| 母 トコア 1997 黒鹿毛                                                | 母の母*パーソナルファイル Personal File 1991 黒鹿毛                  | Private Account                                                      | Numbered Account   |                  |
| 母 トコア 1997 黒鹿毛                                                | 母の母*パーソナルファイル Personal File 1991 黒鹿毛                  | *ベーシイド                                                          | Cool Moon          | Cool Moon        |
| 母 トコア 1997 黒鹿毛                                                | 母の母*パーソナルファイル Personal File 1991 黒鹿毛                  | *ベーシイド                                                          | Polondra F-No.23-b |                  |
| 出典                                                                 | 1.                                                                   | 1.                                                                   | 1.                 | 1.               |

- 姪に小倉牝馬ステークスを勝ったシンティレーション。
- 従兄弟にスパーキングサマーカップを勝ったマクロプロトンと小倉2歳ステークスを勝ったオーミアリスがいる。
- 大伯父に朝日杯3歳ステークスを勝ったリンドシェーバー